# Rezerwat przyrody Delta Sauer

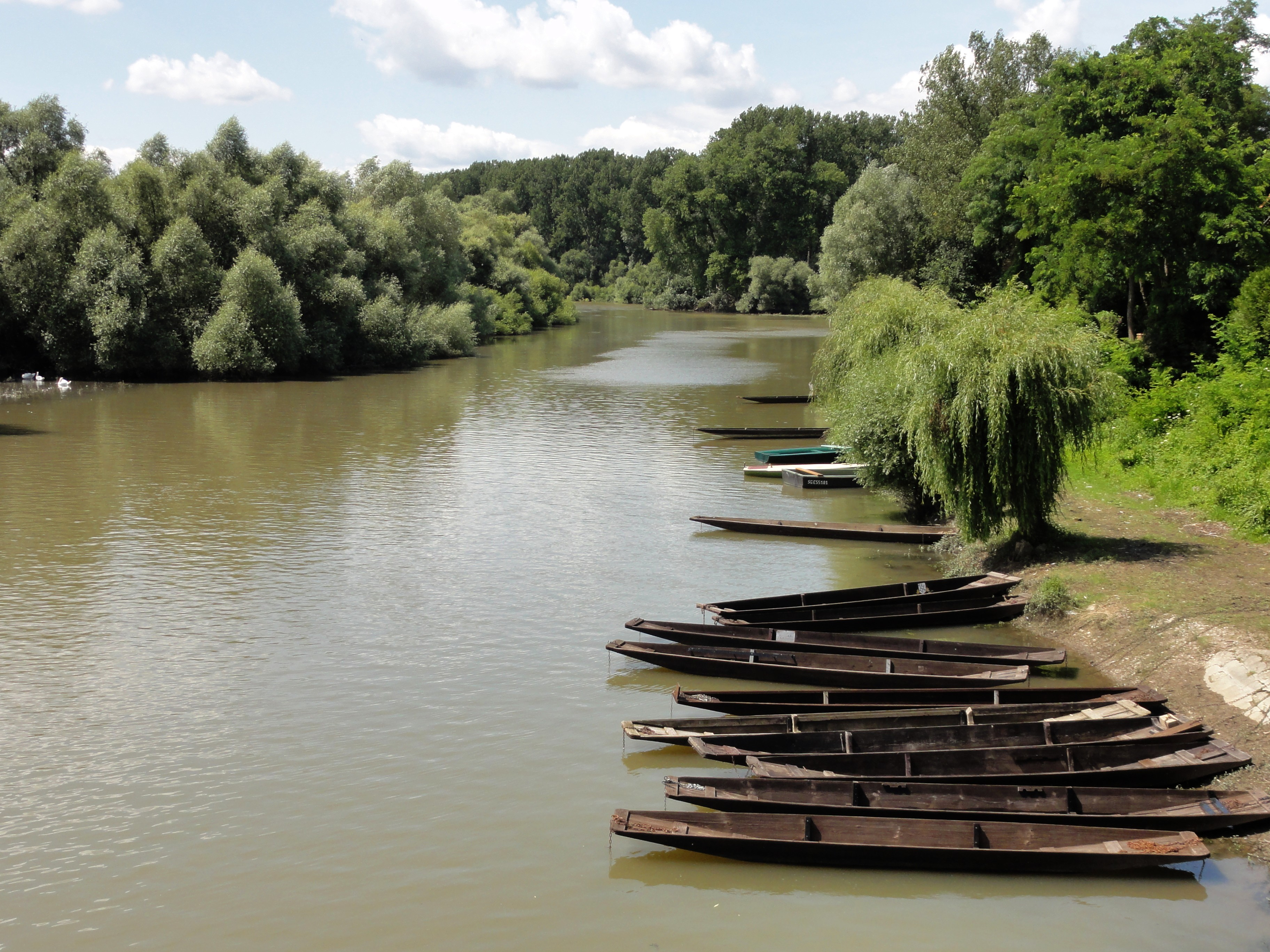
Charakterystyczne drewniane łodzie w Munchhausen na skraju rezerwatu przyrody

Narodowy rezerwat przyrody Delta Sauer (fr. réserve naturelle nationale du Delta de la Sauer) – obszar chroniony we wschodniej Francji blisko granicy z Niemcami o obszarze 486,37 ha. Ochronie podlega ujściowy odcinek rzeki Sauer między miejscowościami Seltz i Munchhausen. Rezerwat posiada kategorię IV obszarów chronionych według Międzynarodowej Unii Ochrony Przyrody. Obszarem opiekuje się Conservatoire des Sites Alsaciens.

## Historia
Regulacja Renu przeprowadzona w połowie XIX wieku znacząco zmieniła krajobraz i charakter tej dużej europejskiej rzeki. Liczne meandry zostały odcięte od jej głównego nurtu. Z tej przyczyny dopływ Renu Sauer, dotąd uchodzący pod miasteczkiem Seltz, przejął kilka z jego byłych rozgałęzień i uzyskując nowe ujście pod wsią Munchhausen.
W latach 70. XX wieku wzdłuż granicy niemiecko-francuskiej, na mocy międzynarodowego porozumienia przeprowadzono proces kanalizacji Renu, który doprowadzono pod Munchhausen. Oszczędzone rozlewiska Sauer objęto później na podstawie dekretu nr 97-816 z 2 września 1997 r. ochroną rezerwatową ze względu na wysokie walory przyrodnicze.

## Przyroda
Ujściowy odcinek Sauer zachował – jako jeden z nielicznych na Nizinie Górnoreńskiej – charakter naturalny, a poziom wód i charakter rzeki zmienia się z czasem w rytm wylewów rzek, zarówno Sauer, jak i Renu, którego wody potrafią wlewać się w obszar delty. Grunty rezerwatu porastają zarośla wierzbowe, wierzbowo-topolowe, las liściasty z dominującym udziałem jesionu, dębu i wiązu oraz podmokła łąka zwana le Grosswoerth.
Znaczenie delty uwidacznia się szczególnie w bogactwie awifauny. Zaobserwowano co najmniej 183 gatunki ptaków, z czego aż 77 gatunków gniazduje na jej obszarze, takich jak podróżniczek, remiz zwyczajny, trzciniak zwyczajny, czy kania czarna, dla której jest to najważniejsze miejsce lęgowe w Alzacji.
Wśród licznych płazów wyróżnić warto choćby rzekotkę drzewną, największe we Francji miejsce występowania grzebiuszki ziemnej oraz jedno z nielicznych miejsc lęgowych żaby moczarowej w tym kraju.
Dawniej Sauer była znana z rybołówstwa, czego symbolem do dziś są drewniane łódki nad jej brzegami. Zanieczyszczenie i kanalizacja Renu w XX wieku doprowadziły do załamania populacji ryb w rzece, co wpłynęło także negatywnie na dolne odcinki jego dopływów. Postępująca od lat 90. XX wieku poprawa jakości wód i program reintrodukcji rzadkich gatunków w rezerwacie dają nadzieję na poprawę tego stanu rzeczy w przyszłości.

## Turystyka
Rezerwat jest udostępniony turystom. Przebiega przezeń szlak turystyczny, jego południowy skraj przecina droga departamentalna D28, a w Munchhausen znajduje się „Dom Natury Delty Sauer” (fr. Maison de la Nature du Delta de la Sauer) prowadzący głównie działalność edukacyjną.